# Mark Robson
Mark Robson (Montreal, Quebec, 4 de dezembro de 1913 - Londres, 20 de junho de 1978) foi um realizador, editor e produtor de filmes de Hollywood, nascido no Canadá.

## Carreira
Ainda bastante novo emigrou com o família para os Estados Unidos, fixando-se em Los Angeles. Estudou Ciências Políticas na UCLA-Universidade da Califórnia em Los Angeles e foi empregado administrativo da Fox. Em 1935 ingressou na RKO Pictures, onde trabalhou como editor, tendo a oportunidade de colaborar com Orson Welles na montagem de Citizen Kane, embora não creditado como tal. Ainda nesse ofício, foi responsável pela montagem de vários filmes de terror da RKO, dirigidos por Jacques Tourneur, o mais famoso dos quais Cat People (1942).
Juntamente com Robert Wise, Robson beneficiou imenso da ajuda do produtor e roteirista Val Lewton, que o promoveu primeiro a assistente de produção e, mais tarde, a realizador. Em 1943 assina o seu primeiro filme como realizador principal, The Seventh Victim, uma película de terror produzida com um pequeno orçamento. Apesar disso, este e os outros filmes que dirigiu na década de 40 para a RKO Pictures, contribuíram para o seu reconhecimento na indústria cinematográfica, abrindo-lhe caminho para outros projectos muito mais ambiciosos. Em 1954 dirige William Holden e Grace Kelly em The Bridges at Toko-Ri, filme que venceu o Oscar do ano seguinte para os melhores efeitos visuais.
Como diretor, Robson foi sempre considerado um técnico eficaz e seguro, com um excelente sentido da montagem e do ritmo dos seus filmes. De resto, foi um hábil realizador de argumentos, pois foi aqueles em dispunha de um melhor roteiro que saíram alguns dos seus melhores trabalhos, como Champion, Home of the Brave e The Harder They Fall. Na década de 1960 enveredou por um cinema mais espetacular, recorrendo a roteiros que deram grandes sucessos de bilheteira, como aconteceu em The Prize, Von Ryan's Express e Valley of the Dolls, este último baseado no grande sucesso literário homónimo escrito por Jacqueline Susann.
Mark Robson faleceu em Londres, vítima de ataque cardíaco, quando ultimava a pós-produção do seu último filme Avalanche Express.

## Filmografia
- 1943 : The Seventh Victim...(pt: "A 7ª vítima")
- 1943 : The Ghost Ship
- 1944 : Youth Runs Wild
- 1945 : Isle of the Dead
- 1946 : Bedlam...(pt: "Caso sinistro")
- 1949 : Champion...(pt: "O grande ídolo")
- 1949 : Roughshod
- 1949 : Home of the Brave...(br.: Clamor Humano / pt: "Páginas gloriosas")
- 1949 : My Foolish Heart...(br: Meu Maior Amor / pt: "Um Louco Coração")
- 1950 : Edge of Doom...(pt: "Que Deus nos salve!")
- 1951 : Bright Victory...(pt: "Luz nas trevas")
- 1951 : I Want You...(br:"Não Quero Dizer-te Adeus / pt: "Enfrentando a Tormenta")
- 1953 : Return to Paradise...("Samoa")
- 1954 : Hell Below Zero...(pt: "Iferno abaixo de zero")
- 1954 : Phffft...(br: "Abaixo o divórcio" / pt: "Pffft, é o amor que se evapora")
- 1954 : The Bridges at Toko-Ri...(br/pt: "As pontes de Toko-Ri")
- 1955 : A Prize of Gold...(pt: "O preço do ouro")
- 1955 : Trial...(pt: "A fúria dos justos")
- 1956 : The Harder They Fall...(pt: "A queda de um corpo")
- 1957 : The Little Hut...(pt: "O amor e uma cabana")
- 1957 : Peyton Place...(br.: A caldeira do diabo / pt: "Amar não é pecado")
- 1958 : The Inn of the Sixth Happiness...(pt: "A pousada da sexta felicidade")
- 1960 : From the Terrace...(pt: "Do alto do terraço")
- 1963 : Nine Hours to Rama(br: "Nove horas até a eternidade")
- 1963 : The Prize...(br.: Criminosos não merecem prêmio/ pt: "O prémio")
- 1965 : Von Ryan's Express...(pt: "O expresso de Von Ryan")
- 1966 : Lost Command...(br: "A patrulha da esperança" / pt: "Os centuriões")
- 1967 : Valley of the Dolls...(br/pt: "O vale das bonecas")
- 1969 : Daddy's Gone A-Hunting...(pt: "Amar não é pecado")
- 1971 : Happy Birthday, Wanda June
- 1972 : Limbo...(br: "Acorrentadas ao passado")
- 1974 : Earthquake...[br.: Terremoto / pt: "Terramoto")
- 1979 : Avalanche Express...(pt: "O expresso avalanche")